# Busilovac
Busilovac (cyr. Бусиловац) – wieś w Serbii, w okręgu pomorawskim, w gminie Paraćin. W 2011 roku liczyła 883 mieszkańców.